# Hôtel de Magnoncourt (Vesoul)
Pour les articles homonymes, voir Hôtel de Magnoncourt.
L'hôtel Henrion de Magnoncourt, appelé plus rarement Hôtel Thirriat, est un hôtel particulier situé au numéro 1 de la rue de Mailly et rue Vendémiaire dans le quartier du Vieux-Vesoul, à Vesoul, dans la Haute-Saône.

## Histoire

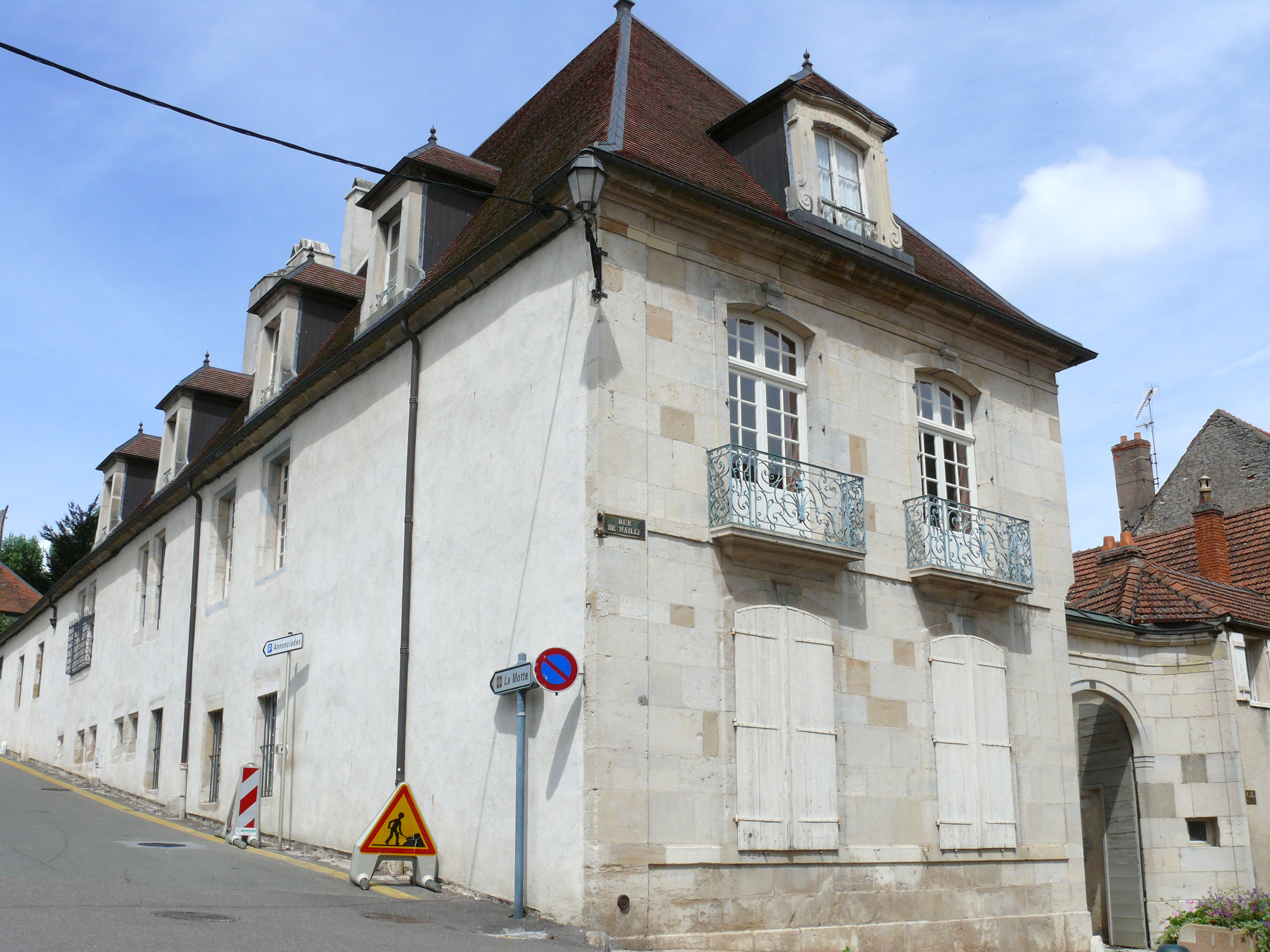
Façade sur rue

L'hôtel est originellement bâti en 1530. De nombreux éléments et une aile tout entière datent du XVIIIe siècle.
Le bâtiment fut inscrit au titre des monuments historiques le 30 janvier 1989.

## Architecture
L'hôtel s'organise selon un plan en U autour d'une cour, dont le portail donne sur la rue de Mailly. Une tour d'escalier extérieure permet d'accéder aux étages depuis cette cour. Une seconde cour extérieure se situe derrière la base du U.
Au nord, l'hôtel possède un pigeonnier et un jardin.